# Jiří Mihola
Jiří Mihola (* 1. června 1972 Brno) je český politik a historik, v letech 2014 až 2017 předseda Poslaneckého klubu KDU-ČSL, v letech 2013 až 2021 poslanec Poslanecké sněmovny PČR, v letech 2012 až 2016 a opět 2018 až 2020 zastupitel Jihomoravského kraje a v letech 2010 až 2014 a opět 2018 až 2022 zastupitel města Brna, v letech 2015 až 2019 místopředseda KDU-ČSL. Od prosince 2022 je členem Rady Ústavu pro studium totalitních režimů, od května 2025 jejím předsedou.    

## Studium
Vystudoval gymnázium (maturoval v roce 1990). V roce 1996 úspěšně absolvoval obor učitelství (aprobace dějepis - zeměpis) na Pedagogické fakultě Masarykovy univerzity (získal titul Mgr.). V roce 2008 obhájil disertační práci na téma Fratres minimi. Německo-česká provincie řádu paulánů v 16.-18. století na Filozofické fakultě Masarykovy univerzity (získal titul Ph.D.).

## Zaměstnání
Po roce 1990 se živil jako úspěšný průvodce cestovního ruchu. Vyhrál celostátní soutěž průvodců konanou při veletrhu GO a Regiontour a získal titul TOP Guide 2002. V letech 1993 až 2003 vyučoval dějepis a zeměpis na Soukromém gymnáziu Pavla Křížkovského s uměleckou profilací v Brně. Od roku 1999 působí jako odborný asistent a vedoucí katedry na Katedře historie Pedagogické fakulty Masarykovy univerzity.
V roce 2021 se zúčastnil výběrového řízení na post ředitele Muzea města Brna, ve výběrovém řízení však neuspěl. Ve stejném roce však byl přijat na pozici projektového manažera v Muzeu města Brna, kde má na starosti rekonstrukci Arnoldovy vily.
Věnuje se popularizaci historie a cestování prostřednictvím rozhlasových pořadů, kterých připravil a realizoval již téměř 100. Za nejvýznamnější lze označit 37dílný vzdělávací cyklus Církevní dějiny v zrcadle času (pro Radio Proglas).

## Politická činnost

### Městský a krajský zastupitel
V roce 1995 vstoupil do KDU-ČSL. V komunálních volbách v roce 1998 úspěšně kandidoval do Zastupitelstva Městské části Brno-sever. Mandát zastupitele pak obhájil i v komunálních volbách v roce 2002, v komunálních volbách v roce 2006 a v komunálních volbách v roce 2010. Navíc působil v letech 2002 až 2006 a opět v letech 2010 až 2011 jako radní městské části. V komunálních volbách v roce 2014 však s obhajobou neuspěl (stal se pouze prvním náhradníkem).
V komunálních volbách v roce 1998 se rozhodl kandidovat do Zastupitelstva města Brna, ale nebyl zvolen. O zisk mandátu se pokusil v komunálních volbách v roce 2006 se stejným výsledkem. Zastupitelem města Brna se ale stal po komunálních volbách v roce 2010. O čtyři roky později však mandát obhájit nedokázal. Od 1. září 2016 mohl v zastupitelstvu nastoupit, ale na post náhradníka rezignoval.
Do vyšší politiky vstoupil po krajských volbách v roce 2012, kdy byl za KDU-ČSL zvolen zastupitelem Jihomoravského kraje. V krajských volbách v roce 2016 se pokoušel mandát obhájit, ale neuspěl (skončil jako první náhradník). Zastupitelem kraje se však nakonec stal v září 2018 po rezignaci svého stranického kolegy Antonína Tesaříka. Ve volbách v roce 2020 mandát krajského zastupitele obhajoval, ale neuspěl.
V komunálních volbách v roce 2018 byl za KDU-ČSL zvolen zastupitelem města Brna. V komunálních volbách v roce 2022 již nekandidoval.
Dne 12. října 2021 jako zastupitel hlasoval pro zvýšení úvazku nového místa v Muzeu města Brna, aniž by uvedl, že je sám kandidátem na tuto pozici a je tedy ve střetu zájmů.

### Poslanec
Kandidoval již ve volbách do Poslanecké sněmovny PČR v roce 2010, tehdy ještě neúspěšně (KDU-ČSL se tehdy do Poslanecké sněmovny PČR nedostala). V předčasných volbách do Poslanecké sněmovny PČR v roce 2013 kandidoval jako lídr KDU-ČSL v Jihomoravském kraji a se ziskem 8 989 preferenčních hlasů byl zvolen. Na začátku února 2014 se stal předsedou Poslaneckého klubu KDU-ČSL (předchozí předseda Marian Jurečka na tuto funkci rezignoval kvůli svému vládnímu angažmá). Ve Sněmovně se věnoval zejména problematice školství. Byl členem a místopředsedou Výboru pro vědu, vzdělání, kulturu, mládež a tělovýchovu. Zároveň byl členem Zahraničního výboru. Funkci předsedy poslaneckého klubu zastával do října 2017.
Ve volbách do Poslanecké sněmovny PČR v roce 2017 byl lídrem KDU-ČSL v Jihomoravském kraji. Získal 6 820 preferenčních hlasů a obhájil tak mandát poslance.
Ve volbách do Poslanecké sněmovny PČR v roce 2021 již nekandidoval.

### Místopředseda KDU-ČSL
V květnu 2015 byl na sjezdu ve Zlíně zvolen místopředsedou KDU-ČSL, dostal 204 hlasů. Na dalším sjezdu KDU-ČSL v květnu 2017 v Praze se ucházel o post 1. místopředsedy strany proti Marianu Jurečkovi, ale neuspěl. Nakonec obhájil post řadového místopředsedy strany. Na funkci místopředsedy KDU-ČSL kandidoval opět v březnu 2019, nebyl však zvolen.

## Veřejná činnost
V minulosti byl členem Akademického senátu Pedagogické fakulty Masarykovy univerzity. 
Je laureátem Ceny PŘÍSTAV, kterou mu v roce 2013 udělila Česká rada dětí a mládeže.
V prosinci 2022 jej Senát PČR zvolil členem Rady Ústavu pro studium totalitních režimů, v prvním kole tajné volby získal 40 ze 69 hlasů senátorů. Do této funkce jej navrhlo Moravské zemské muzeum. V květnu 2025 se stal předsedou Rady ÚSTR.

## Osobní život
Jiří Mihola je podruhé ženatý, má syny Jiřího, Karla a dceru Ester.